# COROS Wearables Inc
COROS Wearables Inc. 是一家專注於高性能運動穿戴式裝置的公司， 其总公司总部位于中国广东，在中国、美国、英国、荷兰都设有办公室，产品销售到全球。 
該公司專注於設計、製造和零售以專業性能為重點的戶外運動 GPS 運動手錶。它主要關注幾類運動：跑步、田徑、越野、公路和極限跑步。 COROS 曾經擁有一系列具有安全設計功能的智慧自行車頭盔，適用於山地、公路和城市自行車騎士。 

## 歷史
2016年9月7日，COROS 發佈了第一款產品：LINX 智能自行車安全帽，此前 2,135 位支持者在 Kickstarter 上贊助了 319,765 美元。 LINX 的 Kickstarter 活動達到了其籌資目標的 639%，使其成為同類活動中最成功的活動之一。 
2017年繼續發佈其 OMNI 和 SafeSound 智能安全帽。  
繼在自行車行業取得成功後，2018年5月15日，COROS 推出首款 GPS 手錶 —— PACE Multisport GPS 手錶，內置首創的專為田徑運動員設計的“田徑場模式”準確的配速、距離和時間資料 —— GPS 最常紀錄失敗的地方。    
同年稍晚，該公司發佈了兩款新手錶，APEX Premium Multisport 手錶，有兩種尺寸； 42 釐米、46 釐米。     
2020年，COROS 推出了當時最輕的 GPS 手錶 PACE 2，並宣佈與Eliud Kipchoge 、 Emma Coburn 和 Des Linden 建立合作夥伴關係。 

## 产品时间线
2016年9月7日, 发布第一代LINX智能骑行头盔
2017年12月5日, 发布第二代OMNI智能骑行头盔
2018年5月15日, 发布第一代PACE Multisport GPS手表
2018年10月25日, 发布第一代APEX Premium Multisport GPS手表, 两个型号分别是46mm, 42mm
2018年10月25日, 发布第三代智能骑行头盔: SafeSound Road、Urban和Mountain
2019年1月9日, 发布APEX Camille Herron 限量纪念版手表
2019年5月14日, 发布VERTIX户外探险手表
2019年9月17日, 发布APEX Pro户外手表 
2021年6月, 上線EvoLab, 專注於跑者的個人體能訓練管理系統
2021年8月, 上線VERTIX2戶外探險表
2021年12月, 上線COROS Training Hub 高馳訓練管理平台
2022年10月, 上線POD2運動傳感器, 輔助跑步愛好者更好了解自己的跑步數據
2022年11月, 上線APEX2和APEX 2 PRO, 是APEX系列的升級版本
2023年4月, 上線VERTIX2快掛扣, 可將設備掛置腰間, 解放雙手, 適用於攀岩運動愛好者
2023年5月, 上線新版本APP 3.0, 優化運動數據顯示頁面, 實現路線規劃、路線收藏等新功能
2023年7月, COROS 推出心率臂帶, 可以實現實時監測心率

## 營運
COROS 的主要業務在北美和中國大陸。該公司還透過其荷蘭實體 COROS Netherlands BV 營運，該實體服務於歐洲經濟區 (EEA)。

## 外部連結
- 官方網站 （页面存档备份，存于）